# Gad Elmaleh
Gad Elmaleh   (Casablanca, 19 d'abril de 1971) és un actor i humorista en llengua francesa, d'origen marroquí i d'una gran popularitat a França. Va començar treballant sobretot en petits teatres i teatres-cafè de París, fent stand up comedy, l'èxit de les quals el va portar a fer espectacles per a televisió. Llavors va aparèixer també, en forma de cameos o papers curts, en algunes pel·lícules de cinema. Això, juntament amb els espectacles difosos per ràdio (en especial, Radio Rire) el van fer conèixer a tot l'Estat, cosa que li ha permès fer espectacles en sales grans, dedicades normalment a estrelles del pop, com per exemple la sala Bercy de París. Recentment ha aprofitat també per a dirigir i protagonitzar alguna pel·lícula, com per exemple Coco, el 2009.
Té la triple nacionalitat marroquina, francesa i canadenca. Un altre humorista contemporani seu, també d'origen marroquí i gran èxit a França, és en Jamel Debbouze.